# Tjenesten
Tjenesten var et hold af skiftende danske komikere, der i perioden 2003 til 2009 lavede satire til DR. Redaktionen blev startet af Henrik Milling i 2003 på P3, og kom i 2007 også på tv på DR2 med programmet Tjenesten – nu på TV. Tjenesten fokuserede på mediesatire og parodier på fænomener i populærkulturen. Det største hit var musiknummeret "Hvor blå vi er", som til dato er det mest downloadede nummer i DRs historie. Nummeret er en parodi på velgørenhedssangen "Hvor små vi er". Radio-sketchene, hvor pigen Bettina ringede til Vejdirektoratet, opnåede meget stor popularitet.[kilde mangler]

## Tjenesten – nu på TV
På tv blev Tjenesten sendt i en række forskellige formater. De første to serier i 2007 og 2008 – Tjenesten – nu på TV – var et halvtimes sketch show, der blev sendt fredag aften. Programmet bestod af forskellige sketch-serier, blandt andet om Nik & Jay, krimi-odyséen Forsinkelsen (en parodi på DRs Forbrydelsen) og en parodi på TV2's krimi-serie Anna Pihl i form af serien om parkeringsvagten Hannah Bue. For første sæson modtog programmet TV Prisen 2007 i kategorien "Årets Comedy".
Fra efteråret 2008 til foråret 2009 blev Tjenesten sendt ti minutter alle ugens hverdage. Programmet var en parodi på tv-nyheder, med vært, indslag og forskellige korrespondenter og gæster. I denne udgave var programmet fokuseret mere på den aktuelle og politiske satire, og mindre på egentlige sketch-serier og parodier. Tjenesten sendte sidste gang den 17. april 2009.

## Tidligere medvirkende
- Simon Astrup
- Carsten Bang
- Vicki Berlin
- Torben Chris
- Michael "MC" Christiansen
- Tobias Dybvad
- Sebastian Dorset
- Carsten Eskelund
- Jeppe Gaardboe
- Steen Langeberg
- Henrik Løjmand
- Henrik Milling
- Christian Munch
- Simon Munch
- Ida Munk
- Sanne Søndergaard
- Thomas Wivel
- Nicolai Würtz
- Marie Østerbye
- Christian Fuhlendorff